# Товтивіл
Товтивіл (лит. Tautvilas, ?—1264) — Литовський (Жемантійський) князь, князь Полоцький (сер. ХІІІ ст.), племінник Міндовга, ймовірно, син його старшого брата Довспрунка.
Біля 1249 року Міндовг послав Товтивіла разом з його братом Ердивілом у похід на Смоленське князівство. Скориставшись відсутністю племінників Міндовг захопив їхні волості та організував невдалу спробу їхнього вбивства.
Товтивіл втік у Галицько-Волинське князівство, а звідти у Ригу, де прийняв католицизм. Противники Міндовга — Данило Романович, Лівонський Орден, ризький архієпископ і Жемайтійський князь Вікинт підтримали Товтивіла як претендента на литовський престол та надали йому збройну допомогу. Проте завдати Міндовгу поразки цій коаліції не вдалось.
Після хрещення Міндовга у 1253 році коаліція на чолі з Товтивілом розпалась. Певний час останній перебував у Галицько-Волинському князівстві та брав участь у поході Данила в Чехію 1253 року.
Пізніше, очевидно, помирився з Міндовгом. Вже у 1258 році Товтивіл виступає полоцьким князем і бере участь у спільному поході полочан та литви на Смоленську землю та Торжок.
Під час татарського походу на Литву зимою 1258—1259 р. Товтивіл разом з Міндовговим сином Войшелком воював проти Данила Романовича, який був союзником татар. 1262 року знову згаданий як князь полоцький. Ймовірно був одним з організаторів вбивства Міндовга у 1263 р. Незабаром між Товтивілом та спадкоємцем Міндовга, Тройнатом розпочалась боротьба за владу у Литві під час якої Товтивіл загинув.